# María González (Beachvolleyballspielerin)
María González (* 26. Mai 2002 in Vega Baja, Puerto Rico) ist eine puerto-ricanische Beachvolleyballspielerin.

## Karriere
González spielte schon während ihrer High-School-Zeit an der Piaget Bilingual Academy Beachvolleyball. 2016 belegte sie mit Allanis Navas beim NORCECA-Turnier in Boquerón den siebten Rang. Bei einem weiteren Wettbewerb der Turnierserie erreichten die beiden Mittelamerikanerinnen zwei Jahre später das Halbfinale. Bei den olympischen Jugendspielen standen sie in der Runde der besten acht Teams. Eine Saison danach wurden Bianca Torres und María González Vierte, Fünfte und Siebte bei verschiedenen NORCECA-Wettbewerben. 
2021 begann die aus Vega Baja stammende Sportlerin ihr Studium an der Texas Christian University in Fort Worth, Texas. Als Freshman gelang ihr mit Rochelle Scott die Serie von acht aufeinander folgenden Spielgewinnen, insgesamt hatte sie eine Bilanz von 24:11. In der gleichen Spielzeit gewann sie mit Navas die Bronzemedaille bei den NORCECA-Finals. Außerdem standen die beiden im Finale der Panamerikanischen Juniorenmeisterschaften. Gemeinsam mit Ana Vergara erreichte González als Sophomore 27 Siege für die Horned Frogs. Mit ihrer ständigen Partnerin außerhalb der Universitätsveranstaltungen stand sie als Dritte auf dem Podest der FISU-Studentenweltmeisterschaften im brasilianischen Maceió. Darüber hinaus gewannen die beiden Athletinnen aus der Karibik ein NORCECA-Turnier und erreichten bei zwei weiteren Veranstaltungen sowie im Finale dieser Beachserie den Silberrang.
Allanis Navas und María González siegten bis einschließlich September 2023 bei fünf weiteren Events. Dazu gehörte auch der Gewinn der Goldmedaille bei den Zentralamerika- und Karibikspielen. Der wichtigste Sieg gelang ihnen jedoch im Juni des Jahres, als sie in Punta Cana die Qualifikation zur WM für sich erfolgreich gestalten konnten und dabei unter anderem die Finalistin der Vorjahres WM Sophie Bukovec mit ihrer neuen Partnerin hinter sich ließen. Bei der WM im mexikanischen Tlaxcala schafften sie in ihrem zweiten Spiel die große Überraschung, als sie die klar favorisierten Schweizerinnen Esmée Böbner und Zoé Vergé-Dépré in drei Sätzen bezwangen. Dies war die erste Teilnahme und somit auch der erste Erfolg eines weiblichen puerto-ricanischen Teams bei Welttitelkämpfen im Beachvolleyball.